# Hồ Tà Thi Trục Hầu Đê thiền vu
Hồ Tà Thi Trục Hầu Đê thiền vu (giản thể: 湖斜尸逐侯鞮单于; phồn thể: 湖斜尸逐侯鞮單于; bính âm: Húxiéshīzhúhóudīchányú, ?-85), thuộc Luyên Đê thị, danh là "Trường", là con trai của Hải Lạc Thi Trục thiền vu của Nam Hung Nô. Năm Vĩnh Bình thứ 6 (63) thời Đông Hán, Khâu Trừ Xa Lâm Đê thiền vu mất, Trường được lập làm Hồ Tà Thi Trục Hầu Đê thiền vu. Năm 73, Hán Minh Đế phát tứ lộ đại quân chinh thảo Bắc Hung Nô, Hồ Tà Thi Trục Hầu Đê huye động nhân dân tham gia. Năm 85, Hồ Tà Thi Trục Hầu Đê mất.